# Malcolm IV.

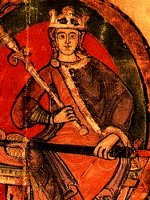
Malcolm IV.

Malcolm IV. (Máel Coluim mac Eanric) (* 20. März 1142; † 9. Dezember 1165 in Jedburgh) war schottischer König. Er war der älteste Sohn von Earl Heinrich von Schottland († 1152) und dessen Gemahlin Ada de Warenne sowie der Enkel von König David I.
Nach dem frühen Tod seines Vaters Heinrich wurde Malcolm zum Erben seines Großvaters David bestimmt. Er wurde 1153 in Scone gekrönt. 1157 traf er sich in Chester mit dem englischen König Heinrich II., wo er einen Friedensvertrag abschloss und seinen Anspruch auf Cumberland, Westmorland, Northumberland und Carlisle aufgab.
Malcolm IV. wird als fromm, schwächlich und keusch beschrieben. Er starb unverheiratet und kinderlos, weshalb er von späteren Chronisten Malcolm der Jungfräuliche (lateinisch Virgo, englisch Malcolm the Maiden) genannt wurde. Über sein Leben ist allgemein wenig bekannt, doch scheint er ein ineffektiver Monarch gewesen zu sein. Er war der letzte schottische Monarch mit einem schottischen Namen. Sein jüngerer Bruder Wilhelm I. folgte ihm auf den Thron.